# Вілфорд Брімлі
Вілфорд Брімлі (англ. Wilford Brimley; 27 вересня 1934 — 1 серпня 2020) — американський актор та співак.

## Життєпис
Аллен Вілфорд Брімлі народився у Солт-Лейк-Сіті, штат Юта, в сім'ї працівника сфери нерухомості. До початку акторської кар'єри він працював на ранчо ковбоєм і ковалем, а також охоронцем Говарда Г'юза. Після роботи у Г'юза, Брімлі подався в кінематограф і на телебачення, де став доглядати за кіньми на зйомках фільмів.
Наприкінці 1960-х за підтримки свого друга, актора Роберта Дюваля, Брімлі дебютував в кіно, спочатку виконуючи ролі наїзників у вестернах, а також виступаючи як каскадер. Популярність до актора прийшла наприкінці 1970-х, після ролі у фільмі «Китайський синдром» (1979). Далі були не менш успішні ролі у фільмах «Без лихого наміру» (1981), «Щось» (1982), «Готель «Нью-Гемпшир» (1984), «Ніжне милосердя» (1983) і «Природний дар» (1984), «Важка мішень» (1993).
В 1985 році Вілфорд Брімлі успішно виконав роль Бена Лакетта в фантастичному фільмі «Кокон» про групу літніх мешканців будинку для людей похилого віку, що вступили в контакт з представниками позаземної цивілізації. Стрічка, яка зібрала в своєму акторському складі таких зірок минулого як Дон Амічі, Джессіка Тенді і Морін Степлтон, мала великий успіх і отримала дві премії «Оскар». Через три роки вийшло продовження фільму під назвою «Кокон: Повернення», де Вілфорд Брімлі також втілив на екрані образ старого Бена. В 1990-і роки однією з найбільш його відомих ролей став Вільям Девашер у трилері Сідні Поллака «Фірма».
В 1979 році Брімлі діагностували діабет, після чого він серйозно зайнявся лікуванням, ставши при цьому активістом Американської асоціації діабету, яка в 2008 році визнала його почесним членом. У той же час він багато часу приділяв поїздкам по лікарнях, де відвідував хворих на діабет і проводив консультації, з метою освіти пацієнтів про подальше життя з даним захворюванням.
Крім цього Вілфорд Брімлі був активістом за дозвіл кінних перегонів у штаті Юта, а також виступив проти заборони півнячих боїв у Нью-Мексико. Актор був великим шанувальником гри в покер, свого часу взявши участь в World Series of Poker. У 2008 році Брімлі виступив з підтримкою Джона МакКейна на виборах президента США.
Вілфорд Брімлі помер 1 серпня 2020 року в віці 85 років.

## Фільмографія
- 2009 Куди поділися Моргани? — граф Ґрейнджер
- 1997 Вхід та вихід — Френк Бреккет
- 1998 Ембріон — доктор Девід Везерлі
- 1993 Фірма — Вільям Девашер
- 1993 Важка мішень — дядечко Дюве
- 1985 Кокон — Бен Лакетт
- 1985 Евоки: Битва за Ендор — Ноа
- 1985 Убивство в космосі — доктор Ендрю Мак-Калістер
- 1984 Гаррі та син — Том Кіч
- 1984 Природний дар — Поп Фішер
- 1984 Готель «Нью-Гемпшир» — Айова Боб
- 1983 Ніжне милосердя — Гаррі
- 1982 Щось — Др. Блер
- 1980 Прикордонна смуга — Скутер Джексон